# Cañadón Díaz
El cañadón Díaz es un valle de 4 kilómetros de largo en dirección noroeste-sureste, que atraviesa la parte media de la Isla Marambio/Seymour, del grupo de la isla James Ross, Antártida.

## Historia y toponimia
Fue descubierto por la Expedición Antártica Sueca de Otto Nordenskjöld entre 1901-1904, y fue nombrado Querthal (valle cruzado) debido a la alineación transversal del valle. Posteriormente en 1946 el British Antarctic Survey lo denominó Cross Valley.
En Argentina, fue renombrado en la campaña antártica de 1953-1954 en homenaje a Manuel Díaz, mecánico de segunda en la corbeta ARA Uruguay de la Armada Argentina, que participó del rescate a la expedición de Nordenskjöld.

## Características
El cañadón divide a la isla Marambio/Seymour en dos áreas: una ubicada al norte, más elevada y con acantilados; y otra al sur, con menor altitud y con pequeños cursos de agua (denominados "chorrillos").
En sus cercanías, se encuentra el chorrillo Díaz que desemboca en la bahía López de Bertodano. En algunos mapas figura el arroyo junto al cañadón.
El cañadón le da el nombre a la Formación Cañadón Díaz, que data del Paleoceno superior.
En sus proximidades, hacia el oeste y sobre la costa, se halla la casa de botes Vallverdú. Fue construida en 2008 por la Dirección Nacional del Antártico como punto de apoyo logístico modelo para el desarrollo de actividades científicas y técnicas relacionadas con las Ciencias de la Tierra, Ciencias de la Vida y a la capacitación de personal.

## Reclamaciones territoriales
Argentina incluye a la isla Seymour/Marambio en el departamento Antártida Argentina dentro de la provincia de Tierra del Fuego, Antártida e Islas del Atlántico Sur; para Chile forma parte de la comuna Antártica de la provincia Antártica Chilena dentro de la Región de Magallanes y de la Antártica Chilena; y para el Reino Unido integra el Territorio Antártico Británico. Las tres reclamaciones están sujetas a las disposiciones del Tratado Antártico.
Nomenclatura de los países reclamantes: 
- Argentina: cañadón Díaz[11]
- Chile: ¿?
- Reino Unido: Cross Valley[3]